# Borászat

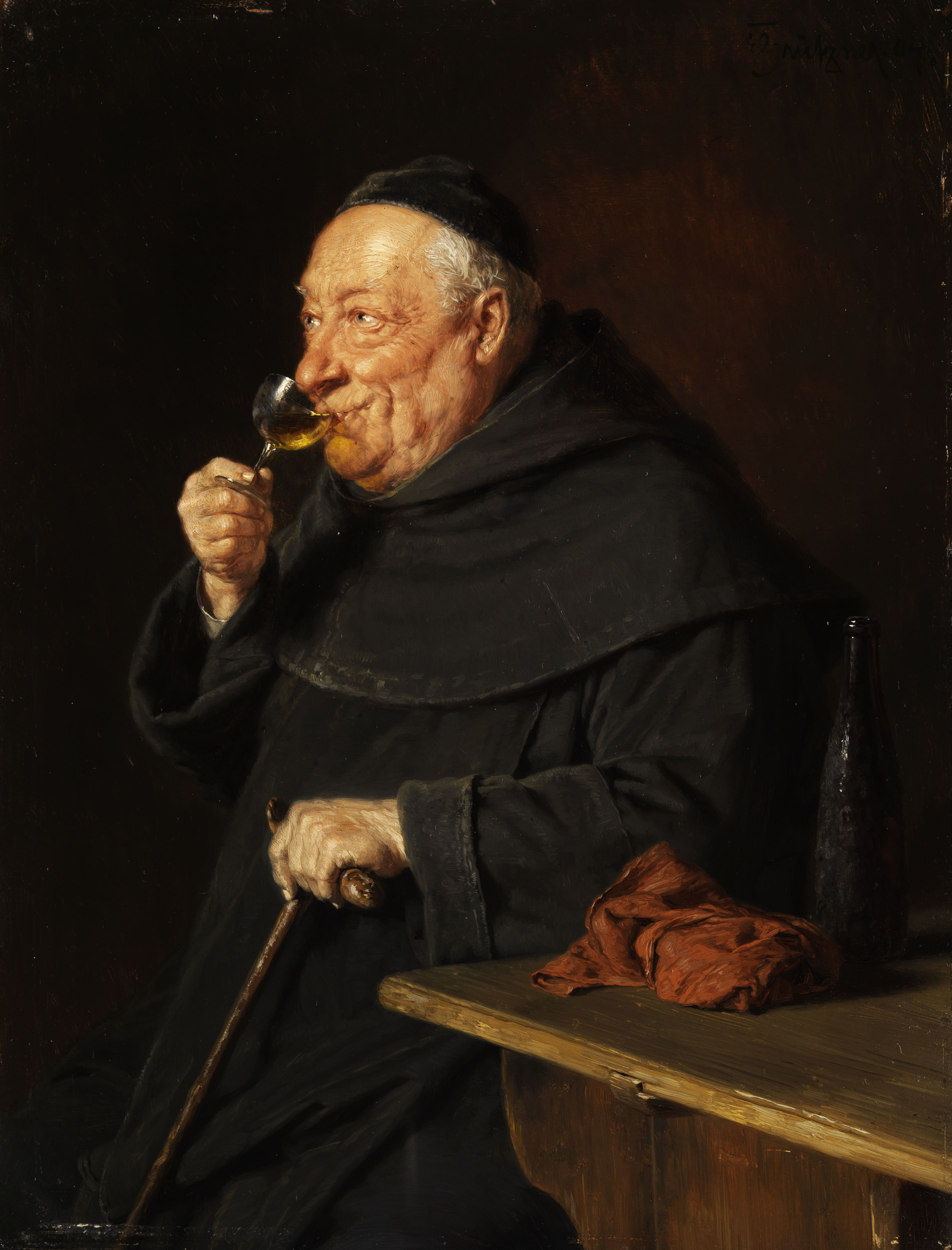
Eduard von Grützner: Borkostoló bencés szerzetes

A borászat (oenologia, önölógia; a görög oinosz, azaz bor és logosz, vagyis vélemény, tanulmány szavakból) egy olyan tudományág, ami a borkészítés ismeretrendszerét – ide értve a borok előállítását, kezelését, fejlődését és a stabilizáció során végbemenő folyamatokat, illetve bizonyos fokig a borszőlőtermesztéssel kapcsolatos tudnivalókat és előírásokat – foglalja magába. Hétköznapi értelemben röviden borászati üzemet is értenek alatta.
Mivel egyre kevésbé éri meg borászattal foglalkozni, ezért a borászat egyre inkább visszaszorulóban lévő foglalkozás. Ebben szerepet játszanak többek között a gazdasági nehézségek, a borfogyasztás visszaszorulása, a generációs problémák, a munkaerőhiány, a szabályozások, a bürokrácia, a környezetvédelmi követelmények, emellett a klímaváltozás negatív következményei a borágazatra; mindezen körülmények miatt kódolva van, hogy az elkövetkező években számos pincészet fog csődbe menni. A folyamatosan romló viszonyok miatt egyre több borász dönt úgy, hogy abbahagyja a borászkodást, és felszámolja a pincészetét.

## Történeti áttekintés
A szőlőtermesztés és egyes kutatások szerint feldolgozása – vagyis a bortermelés alapjai – már az ős- és ókorban ismert lehetett. Őshazájának (a Vitis vinifera, vagy – Kozma Pál paleontológiai kutatásai alapján – az Euvitis alnemzetség leszármazásának) a transzkaukázusi térség (ma: Anatólia, Irán és Örményország) tekinthető, ahol már Krisztus előtt négy-ötezer évvel ismerték és termelték a ligeti szőlőt, melyből aztán két-háromezer év alatt fejlődött ki a kerti, vagy bortermő szőlő. 

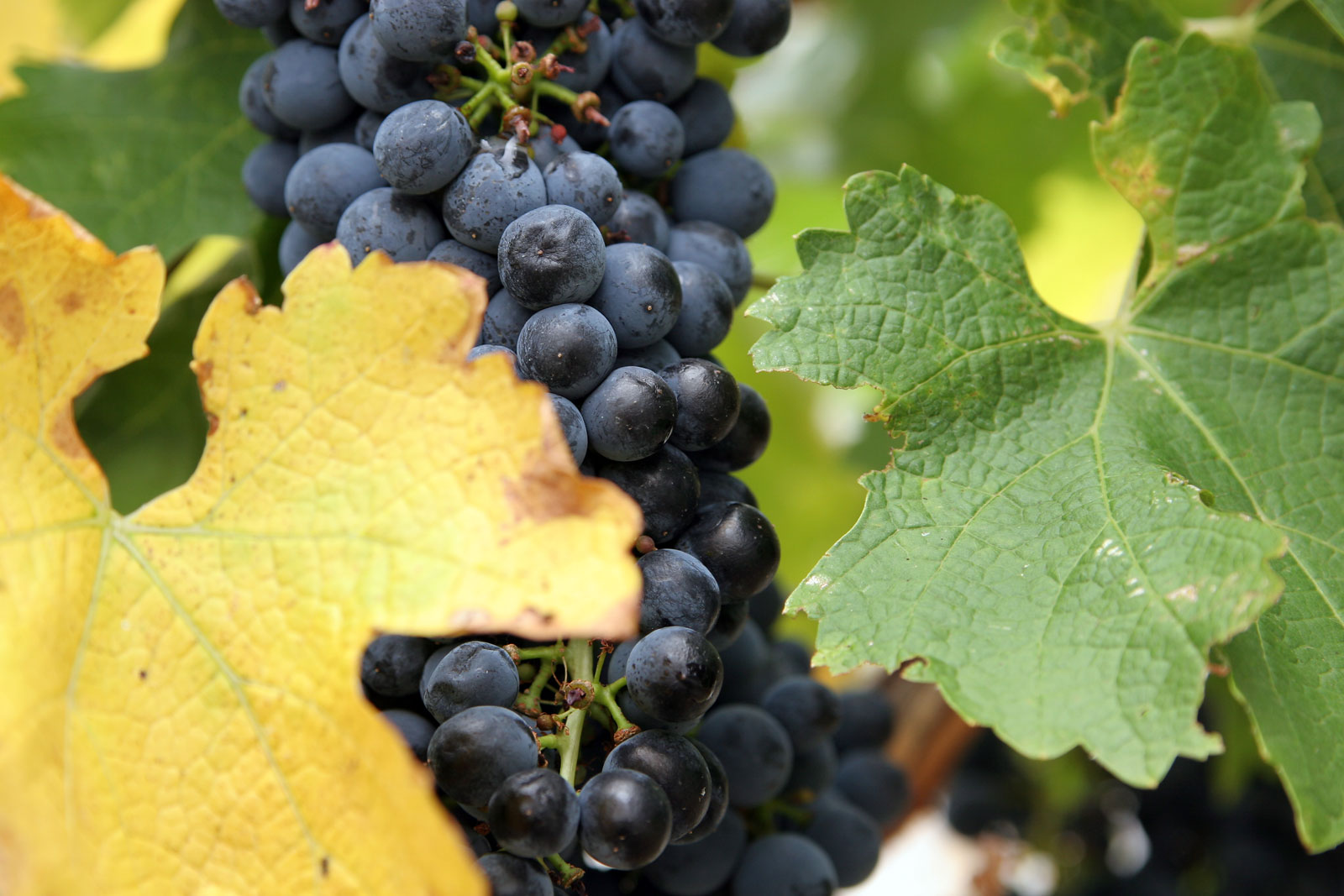
Bortermő szőlő (Vitis vinifera)

A szőlészet a görög civilizációval együtt fejlődött, történet és szakíróik (Homérosz, Hésziodosz és Teofrasztosz) leírják a termesztés, az aszalt és borszőlőkészítés szokásait. Ők honosították meg a Itália partvidékén (ahol a ligeti szőlő már igen elterjedt volt, ezért nevezték el Dél-Itáliát Oinotriának, vagyis Borországnak), illetve vitték be Gallia földjére is.

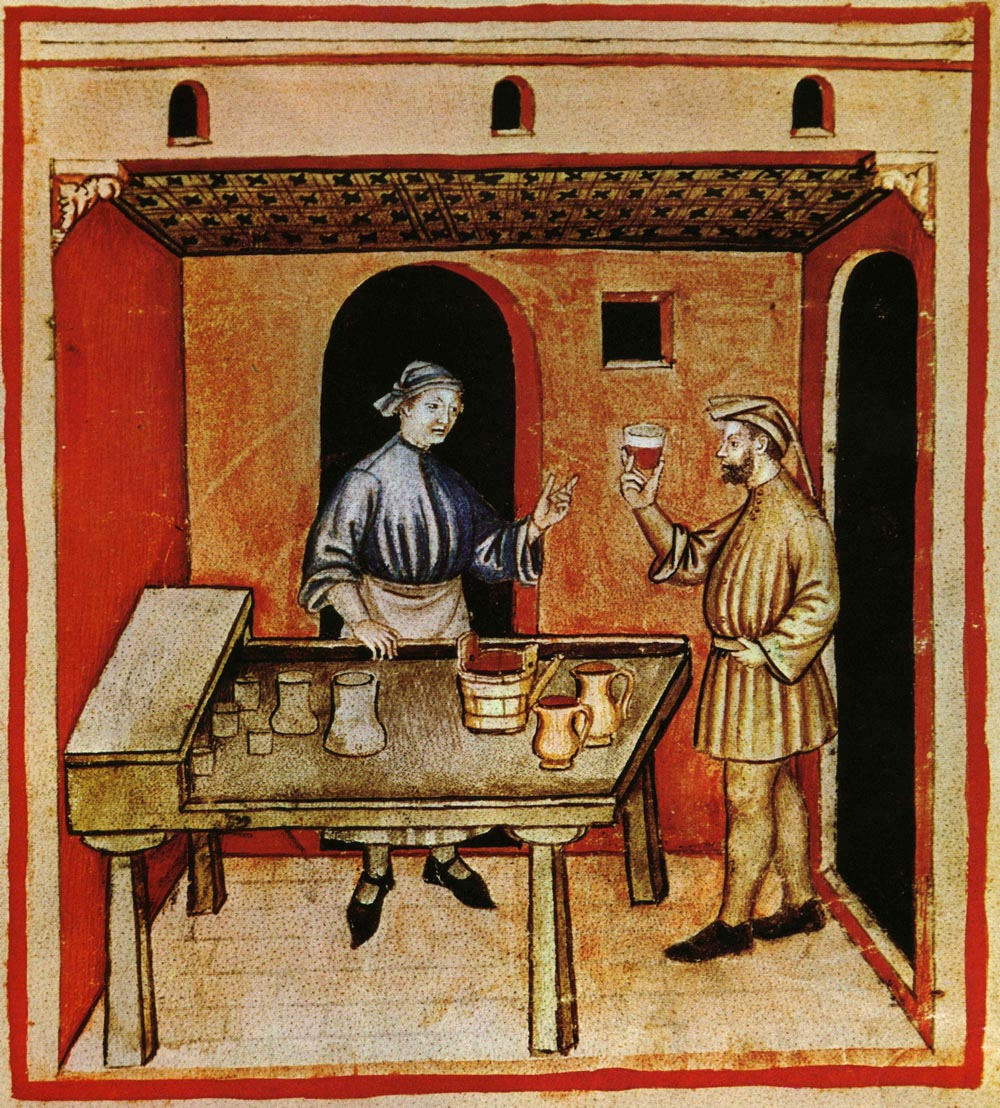
Középkori borászok

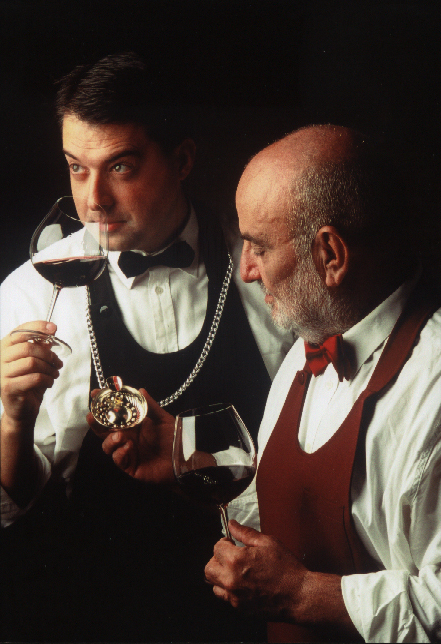
A borászat szakemberei közé sorolható sommelierek borkóstolás közben. Az ezüstláncon lógó „tastevin” nevű eszköz elengedhetetlen a munkájukhoz

Az ókorban kezdetben taposással nyerték ki a borrá feldolgozott szőlő levét, de már egyiptomi falfestményeken is felismerhetőek a kezdetleges szőlősajtók több változata. Az elkészült terméket aztán agyag- és kőamforákban, bőrtömlőkben, földbe égetett vermekben, agyaghordókban tartották, előbbiekben szállították is. Már ekkor fontos gazdasági jelentősége volt a kereskedelemben, a hadsereg jutalmazásában. A hamisítás ellen is küzdöttek már akkor, az első ismert törvény erre vonatkozólag Babilonban keletkezett (Hamurappi törvénykönyve). A szőlőtermesztés alapelveit Columella, római szakíró írta le először olyan alapossággal, hogy az újkori tudományág is nagy részben azt használja.
A római hódító légiók aztán a későbbiekben a Rajnától Angliáig, így Pannónia területén (mely utóbbi fellendítésében – Domitianus szőlőkivágatásai után – Probus római császár tett sokat) is meghonosították a szőlőtermesztést és a bortermelést. Bár ez idők folyamán a hatalmi harcok (a kereskedelem megakadályozása szőlők kivágásával és a népvándorlások) többé-kevésbé lassították kialakulását, a középkorban a kereszténység újabb lendületet adott. Még 1421-ben kilépett a szőlőtermesztés szokása a Földközi-tenger vidékéről, amikor Tengerész Henrik a Kanári-szigeteken és Madeirán szőlőskerteket alapított.
A bornak az eucharisztia egyik alapanyagának kiemelt megbecsülése volt a középkorban. A zsidó-keresztény rituálék között sok olyan található, amelynél a bor elengedhetetlen. Ezek közül a rituálék közül a legismertebbek egyike a katolikus szentmise, amelynek egyik fontos kelléke, az eucharisztia egyik alapanyaga, a jó minőségű bor, ami a szerzeteseket arra ösztönözte, hogy jó borászokká is váljanak.
Amerikába a 16. században a telepesek honosították meg szőlőtermesztést és bortermelést, először Dél-Amerika perui, majd chilei területeire, később, a 17. században az északi kontinensre, ahol azonban – a helyi kórokozók és kártevők miatt – eleinte csak Kaliforniában voltak ehhez megfelelő viszonyok, másutt az amerikai direkttermő fajták termelése folyt. Dél-Afrikában is ebben az időben telepítették az első szőlőt, míg Ausztráliában csupán a 19. században volt az első szüret. Ez idő tájt alapozták meg Belgiumban az üvegházi szőlőtermesztést és építették meg az első szőlőhajtató házakat. Azonban ahogy Amerikával megerősödött Európa kereskedelmi kapcsolata az 1800-as évek második felében, új veszélyek jelentek meg: a lisztharmat, a peronoszpóra és a filoxéra, amik jelentős károkat okoztak az addigra virágzó európai szőlőgazdaságban és nagy mértékben átalakították azt.

## Magyarországon

### Oktatás, képzés

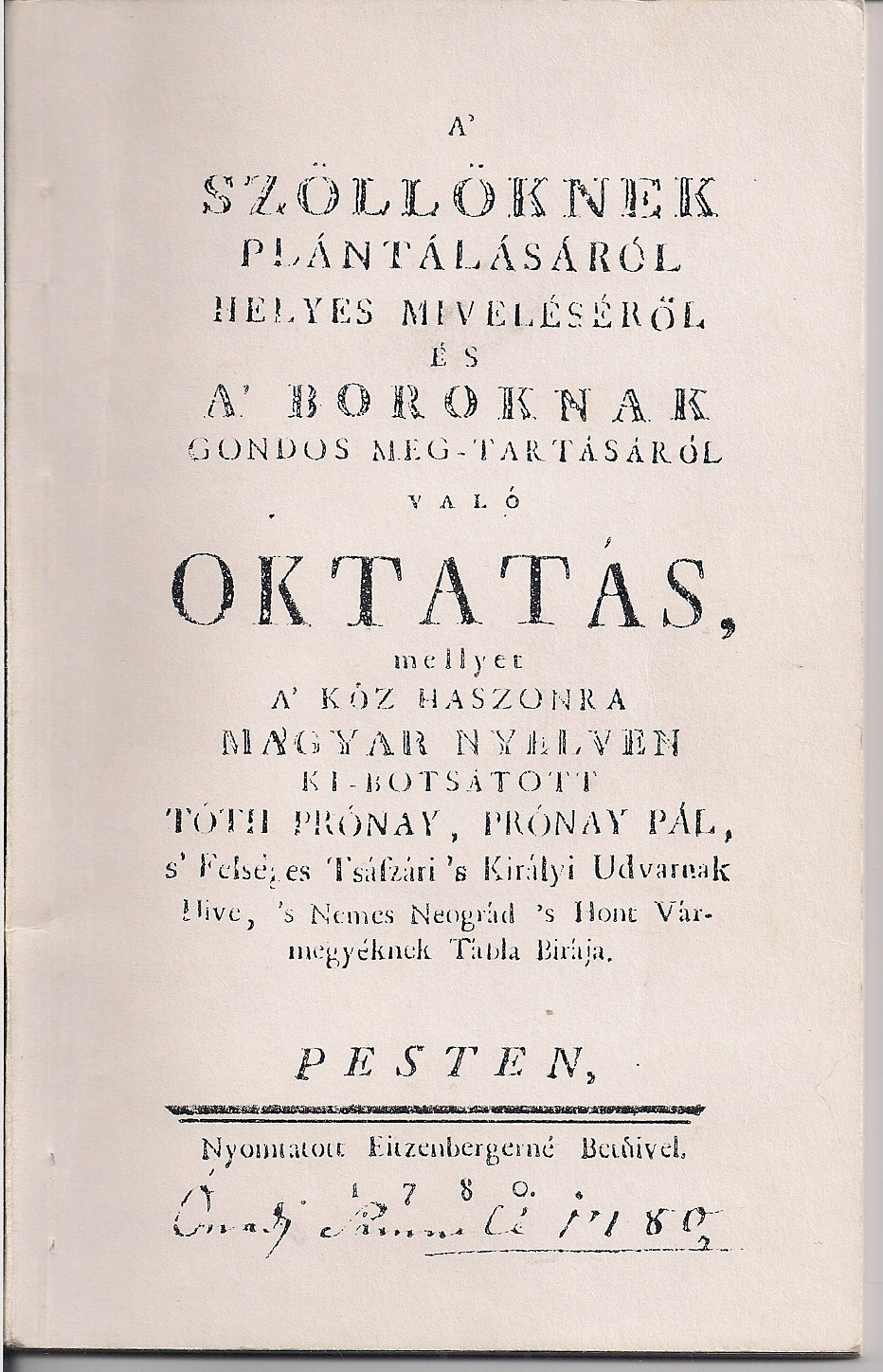
Tóth Prónay Prónay Pál szakkönyvének borítója(Pest, 1780.)

Magyarországon borászati oktatásáról az első írásos emlékeink az 1700-as évek végétől vannak, így például Tóth Prónay Prónay Pál nógrádi és honti táblabíró 1780-as vagy – a többek között a bécsi Teréziánumban főnemesi házak gyermekeinek birtokgazdálkodást oktató – Mittelpacher Lajos 1815-ös kiadású műve. Az oktatás és kutatás szoros kölcsönhatásban működött. 18.-19. század folyamán olyan emberek segítették a szakoktatást, mint például Wartha Vince, a Műegyetem neves professzora, Kosutány Tamás, a magyaróvári gazdasági akadémia kémia tanára, majd 1894-től az új Országos Kémiai Intézet igazgatója, aki a bor erjedése, a borélesztő, a borbetegségek kérdéseivel foglalkozott, Schams Ferenc szőlőfajtakutató, Entz Ferenc pomológus, az első nem magán szakmai oktatási intézmény, a Vincellér- és Kertészképző Gyakorlati Tanintézet megalapítója és Rudinai Molnár István, a kertészeti szakoktatás és termesztés korszerűsítője.
Szőlőtermesztés oktatás az 1797-ben alapított keszthelyi Georgikonban és az 1818-ban alapított mosonmagyaróvári Gazdasági Magánintézetben, illetve szőlészeti és borászati oktatás a Nagyszombatról Budára költöztetett Budai Egyetem Mezőgazdasági Tanszékén is folyt. Ezek mellett országszerte alakultak szakiskolák (Sopronban, Balatonarácson, Budafokon, Villányban) és – a jelentősebb elméleti és részletes gyakorlati oktatását végző – vincellérképezdék: Érdiószegen (ahol 1880–1886 között az egyéves Felsőbb Szőlészeti és Borászati és Gyümölcsészeti Tanfolyam szaktanítókat is képeztek), Balatonfüreden, Tarcalon, Ménesen és Nagyenyeden, Pozsonyban, Munkácson, Pécsen, Egerben, és Kecskeméten.
1901-ben létesült Budafokon az egyéves képzési idejű Magyar Királyi Pincemesteri Tanfolyam Dobokay Lajos, Lónyay Ferenc és Rácz Sándor szervezésében, ahova a már kétéves vincellériskolát elvégzett hallgatók kerülhettek be.
A filoxéravész megállítása érdekében 1892-ben a kormány önálló főiskolai képzést indított, a Magyar Királyi Felsőbb Szőlő- és Borgazdasági Tanfolyamot, amely a végzett hallgatók részére már okleveles szőlész-borász címet nyújtott. A szőlőtermesztés és a borászat főiskolai szintű oktatása 1943-ban kezdődött Budán, amikor is Kosinszky Viktor megalapította a Szőlőmívelési, Requinyi Géza pedig a Borászati Tanszéket, ami azonban csak a háború után, 1945-ben indult be a Magyar Agrártudományi Egyetem Kert- és Szőlőgazdaságtudományi Karán. 1953-ban a Kertészeti és Szőlészeti Főiskola önálló intézménnyé vált, majd 1968-ban egyetemi rangra emelkedett és az élelmiszertechnológus képzést önálló szakként a Kertészeti és Szőlészeti Főiskolához csatolták 1972-ben a Tartósítóipari Kar megalakulásával a karhoz 9 tanszék, illetve tanszéki csoport tartozott, feladata elsősorban az volt, hogy a konzerv-, hűtő-, bor- és dohányipar részére üzemmérnököket és okleveles mérnököket képezzen. 1986. szeptember 1-jétől az intézmény Kertészeti és Élelmiszeripari Egyetem (KÉE) lett. 2000. január 1-jétől a gödöllői székhelyű Szent István Egyetem élelmiszertudományi karán működött a borászati képzés. 2003. szeptember 1-jétől a Budapesti Közgazdaságtudományi és Államigazgatási Egyetemhez tartozik (ami 2004. szeptemberétől a Budapesti Corvinus Egyetem nevet viseli). Az egyetem keretei között 2009. november 16-án létrejött a Szőlészeti és Borászati Intézet. 2013 szeptemberétől a szőlész-borász szakirányú továbbképzés az Élelmiszeripari Gazdaságtan Tanszék szervezeti egységében folyik. További szakképzés például a 2000-2010-es években volt az Eszterházy Károly Főiskola Természettudományi Karán (Kémia, Borászati Kémia és Borászat Tanszék), Kecskeméti Főiskola Kertészeti Főiskolai Karán, Károly Róbert Főiskola Természeti Erőforrás-gazdálkodási és Vidékfejlesztési Karán is.
A középfokú szakoktatást 1947–1949-ben átszervezték, az addig működő állami szőlészeti és borászati szakiskolák helyett a következő intézmények létesültek: Állami Kertészeti és Szőlészeti Középiskola (Baja), Kertészeti és Szőlészeti Középiskola (Sárospatak), továbbá kertész- és szőlészképző iskolák (Kiskunhalas, Mohács, Villány, Tarcal székhellyel), szőlész- és borászképző szakiskolák (Kecskemét, Eger, Budafok székhellyel) és gyakorlati szőlősgazda iskolák (Sátoraljaújhely, Balatonarács, Mecsekalja). 1950-ben újabb átszervezés után a Földművelésügyi Minisztérium fennhatósága alá tartozóan többségük megszűnt és előbb négy szakosított 4 évfolyamú középfokú iskolává alakultak át, majd 1951-ben hároméves gyümölcs- és szőlőtermesztési, 1953-ban pedig négyéves kertészeti általános technikumokat létesítettek. A 20. század végére már újra számos szakközépiskola működik országszerte, amelyek középszintű szőlész szakembereket képeznek. Talán a 2010-es években is legjelentősebbek: Gyöngyösön a Felsőfokú Szőlészeti és Borászati Technikum – a felsőfokú mezőgazdasági technikum keretében –, és Budafokon a Soós István Élelmiszeripari Szakközépiskola és Szakmunkásképző Intézet (a Magyar Királyi Pincemesteri Tanfolyam, illetve a Magyar Királyi Szőlészeti és Borászati Szakiskola jogutóda Borgazdasági Technikum néven 1967-ig), mely utóbbi 1989-től ötéves időtartamú borászati szakágazati technikusképzést is folytat, 2005-től pedig a Corvinus Egyetem alá tartozik.

### A borászkodás visszaszorulása
A borászat világa az elmúlt évtizedekben számos kihívással szembesült, és egyre több borász dönt úgy, hogy abbahagyja a borászkodást. Ennek számos oka lehet, amelyek gazdasági, környezeti, társadalmi és piaci tényezőkre vezethetők vissza. Íme néhány főbb indok, amelyek miatt egyre több borász hagyja abba a borászkodást és számolja fel a pincészetét:
Gazdasági nehézségek
A borászat rendkívül tőkeigényes és kockázatos vállalkozás. A borászat során felmerülő magas költségek mellett – mint a szőlőtermesztés, a borászat karbantartása, a laboratóriumi vizsgálatok és a munkaerő költségei – sok borászat számára jelentős kihívást jelent a fenntarthatóság.
A borok alacsony felvásárlási árai és az egyre erősebb verseny miatt a borászatok egyre kevésbé tudják fedezni a költségeiket. Sok borásznak nehézséget okoz a megfelelő nyereség elérése, különösen a kis termelők számára. A nagy borászatok dominanciája és a diszkontláncok elnyomják a kisebb borászatokat.
A piaci bizonytalanságok is komoly szerepet játszanak abban, hogy egyre több borász hagyja abba a borászkodást. A borászatok számára a gazdasági válságok, a nemzetközi kereskedelmi háborúk, a vámok és egyéb piaci bizonytalanságok komoly kihívásokat jelentenek. A kereslet drasztikus csökkenése jelentős negatív hatással van a borászatok jövedelmezőségére.
A borfogyasztás visszaszorulása
A borfogyasztási trendek és ízlések is változnak. A fiatalabb generációk esetében a bor már nem divatos ital. A háttérben a fogyasztás trendszerű csökkenése áll, nem csupán Magyarországon, hanem nemzetközi viszonylatban is. Portugáliában ez csaknem eléri a 30 százalékot, Olaszországban is mintegy 7 százalék csökkenés tapasztalható, és még a nagy borászati múlttal rendelkező Franciaországban is 15 százalékot ér el a borfogyasztás visszaesése. A jelenség Magyarországon is hasonló: a szőlőterület nagysága a rendszerváltás óta csaknem a felére esett, az egy főre jutó borfogyasztás pedig az akkori évi 22 literről 14 literre. Ennek eredményeképp különösen a nagy cégeknél Európa-szerte hatalmas készletek halmozódtak fel, amelyek drasztikusan lenyomják a pincészetek bevételeit
Egyre inkább az alkoholmentes italok kerülnek előtérbe, különösen a fiatal felnőttek körében. A borászatok jellemzően nem képesek alkalmazkodni a modern fogyasztói igényekhez, például az alkoholmentes borok iránti kereslethez.
Generációs problémák és munkaerőhiány
A borászat családi vállalkozásként kezdődött, de manapság sok fiatal nem akar a szüleit követve borászként dolgozni. Az iparágban tapasztalható generációs probléma is egyre komolyabb.
A munkaerőhiány is egyre súlyosabb problémát jelent a borászatok számára. A szőlőtermesztés és a borászat nehéz fizikai munkát igényel, és komoly szellemi terhet is ró a munkavállalókra, emiatt a borászatok számára egyre nehezebb olyan fiatalokat találni, akik hajlandóak ilyen nehéz munkát végezni, így a generációváltás egyre ritkábban biztosított. A fiatalabb generációk többnyire könnyebben végezhető, stabilabb és jövedelmezőbb iparágak felé orientálódnak. A borászat hosszú távú elkötelezettséget igényel, és a legtöbben nem hajlandóak feladni a városi életstílust a vidéki munkáért, különösen ha a gazdasági kilátások kedvezőtlenek. A borászat iránti érdeklődés csökkenése miatt a megfelelő szakemberek (pl. borászati mérnökök, szőlészeti szakértők) is egyre kevesebb helyen érhetők el. A megfelelő szakértelem és tudás nélkül a borászatok nem tudják biztosítani a borok minőségét és fenntarthatóságát.
Szabályozások és bürokrácia
A borászatokat számos helyi és nemzetközi szabályozás befolyásolja, amelyek betartása gyakran bonyolult és költséges. A szigorú szabályozások, például az adók, az engedélyek beszerzése, a fenntarthatósági előírások, valamint a borok minőségellenőrzése mind megnehezítik a borászatok működését.
Környezetvédelmi követelmények
A fenntarthatósági előírások – mint a vegyszerek használatának korlátozása, a bio- és organikus borok előállítására vonatkozó követelmények – gyakran drága beruházásokat igényelnek. A borászatok számára ezek a költségek jellemzően elviselhetetlenek.
A klímaváltozás következményei
A klímaváltozás hatásai már most is érezhetők a borászatok számára. A szőlőültetvények rendkívül érzékenyek az időjárási viszontagságokra, és a változó éghajlati körülmények komoly problémákat okoznak. A melegebb, szárazabb nyarak és a szélsőséges időjárási események – mint a jégesők, túlzott esőzések vagy aszályok – súlyosan befolyásolják a szőlő minőségét és mennyiségét. Ennek révén a borok ízvilága is drasztikusan romlik, mivel az egyes szőlőfajták másképp reagálnak az új környezeti feltételekre. Ez a fogyasztóknak csalódást okoz, mivel a megszokott borstílusok elérhetetlenné válnak, és helyettük csak rosszabb minőségű borokat tudnak kínálni a borászatok.
Mindezen körülmények miatt kódolva van, hogy a következő években számos pincészet fog csődbe menni. Az egyre inkább romló viszonyok következtében egyre több borász dönt úgy, hogy abbahagyja a borászkodást, és felszámolja a pincészetét.